# Alfa Romeo Racing C38
Az Alfa Romeo Racing C38 egy Formula–1-es versenyautó, amelyet az Alfa Romeo Racing tervezett és versenyeztetett a 2019-es Formula–1 világbajnokság során. Pilótapárosa Antonio Giovinazzi és Kimi Raikkönen voltak. Ez volt 1985 óta az első Alfa Romeo név alatt futó versenyautó a Formula–1-ben, miután az autómárka a Sauber csapat névadó szponzora lett.

## Áttekintés
A C38-as, bár Alfa Romeo név alatt futott, ezúttal nem volt önálló motorgyártó, hanem a Ferrari erőforrásait használta. A csapat teljesen új pilótafelállással kezdte az évet: a korábban már beugró Giovinazzi mellé érkezett Raikkönen a Ferraritól.
A szezonnyitó ausztrál nagydíjra Raikkönen a 9., Giovinazzi a 14. helyre kvalifikálta magát. Raikkönen pontszerző 8. helyen ért célba, ezzel az 1984-es Formula–1 európai nagydíj után először szerzett pontot az Alfa Romeo. Ezitán sorozatban még háromszor tudott pontot szerezni. Azerbajdzsánban Raikkönen autója elbukott az első szárny tesztelésén, ezért kizárták az időmérőről, és csak a boxutcából kezdhette meg a versenyt – és még így is a pontot érő 10. helyen intették le. A következő versenyeken balszerencsések voltak, különösen Giovinazzi, aki eddig se ért el jó eredményeket, de Monacóban ráadásul egy baleset okozása miatt megbüntették, és csak a 19. helyen ért célba, miközben Raikkönen is csak 17. lett.
Franciaországban Raikkönen újabb pontokat szerzett, Ausztriában pedig megtörtént az első kettős pontszerzés is. Az első technikai hiba miatti kiesés a brit nagydíjon történt, ahol Giovinazzi egy meghibásodást követően a kavicságyba csúszott. A német futamon Raikkönen a csapat teljesítményéhez képest rendkívüli ötödik helyről rajtolt, és az esős versenyen is a hetedik és nyolcadik helyeken intették le őket. A futam után azonban kiderült, hogy esős körülmények közt tiltott módon használtak a rajtnál segédletet, ami miatt mindkét versenyzőt 30 másodperces időbüntetéssel sújtották. Az Alfa Romeo fellebbezett a döntés ellen, de azt helybenhagyták.
A magyar nagydíjon Giovinazzi egy rajtbüntetés miatt a mezőny hátuljában ragadt, míg Raikkönen ismét pontokat szerzett. Belgiumban ezt nem tudta megismételni, mert egy első körös baleset miatt első szárnyat kellett cserélnie. Giovinazzi, aki pontszerző helyen haladt, az utolsó előtti körben szenvedett balesetet. Olaszországban Raikkönennek volt az időmérőn nagy balesete, ami miatt a megrongálódott autóban motorelemeket kellett cserélni, és csak a boxutcából rajtolhatott. Szingapúrban Giovinazzi egy rövid ideig vezette a versenyt, az Alfa Romeóval 1983 óta nem történt ilyen – Raikkönen pedig egy ütközés miatt a csapat az évi második technikai hiba miatti kiesését érte el.
A következő versenyeken csak szenvedtek. Raikkönen Mexikóban is kiesett túlmelegedés miatt, Austinban pedig mindkét autójuk kiesett már az időmérő Q1-es szakaszában. A csapat a kaotikus brazil nagydíjon érte el az évi legjobb eredményét, ahol végül Raikkönen negyedik, Giovinazzi pedig ötödik lett.

## Eredmények
| Év   | Csapat            | Motor       | Gumik | Pilóták            | Versenyek | Versenyek | Versenyek | Versenyek | Versenyek | Versenyek | Versenyek | Versenyek | Versenyek | Versenyek | Versenyek | Versenyek | Versenyek | Versenyek | Versenyek | Versenyek | Versenyek | Versenyek | Versenyek | Versenyek | Versenyek | Pontok | Helyezés |
| Év   | Csapat            | Motor       | Gumik | Pilóták            | AUS       | BHR       | CHN       | AZE       | ESP       | MON       | CAN       | FRA       | AUT       | GBR       | GER       | HUN       | BEL       | ITA       | SIN       | RUS       | JPN       | MEX       | USA       | BRA       | ABU       | Pontok | Helyezés |
| ---- | ----------------- | ----------- | ----- | ------------------ | --------- | --------- | --------- | --------- | --------- | --------- | --------- | --------- | --------- | --------- | --------- | --------- | --------- | --------- | --------- | --------- | --------- | --------- | --------- | --------- | --------- | ------ | -------- |
| 2019 | Alfa Romeo Racing | Ferrari 064 | P     | Antonio Giovinazzi | 15        | 11        | 15        | 12        | 16        | 19        | 13        | 16        | 10        | KI        | 13        | 18        | 18†       | 9         | 10        | 15        | 14        | 14        | 14        | 5         | 16        | 57     | 8.       |
| 2019 | Alfa Romeo Racing | Ferrari 064 | P     | Kimi Räikkönen     | 8         | 7         | 9         | 10        | 14        | 17        | 15        | 7         | 9         | 8         | 12        | 7         | 16        | 15        | KI        | 13        | 12        | KI        | 11        | 4         | 13        | 57     | 8.       |

- † – Nem fejezte be a futamot, de rangsorolva lett, mert teljesítette a versenytáv 90%-át.